# Rockhal
El Rockhal és una sala de concerts situada a Esch-sur-Alzette, al Gran Ducat de Luxemburg. Inaugurada el 23 de setembre de 2005, té una capacitat màxima de 6.500 persones, i està situada en l'antic emplaçament industrial de Belval. El Rockhal consta de diverses parts:
- La sala principal amb una capacitat màxima de 6.500 places de peu o 2.800 seients en una àrea de 2.625 m².[2]
- El Club, un petit local, amb una capacitat màxima de 1.100 places de peu sobre una superfície de 560 m².[3]
- «The Floor», situat al segon pis, té una capacitat de 200 places.[4]
- El Centre de Recursos i Música amb sis sales d'assaig, un estudi d'enregistrament, un estudi de ball i un centre de documentació.[5]
- El «Rockhalcafé», un bar i un restaurant, que també acull espectacles més petits.[6]

El primer concert organitzat el 23 de setembre de 2005 va ser per The Prodigy i després Korn, l'endemà. [2] Depeche Mode es va presentar a la sala de concerts el 6 de maig de 2009 durant la seva gira Tour of the Universe per presentar el seu dotzè àlbum Sounds of the Universe, enfront d'una multitud de 6.000 persones.